# Ludwig Seitz (Mediziner)

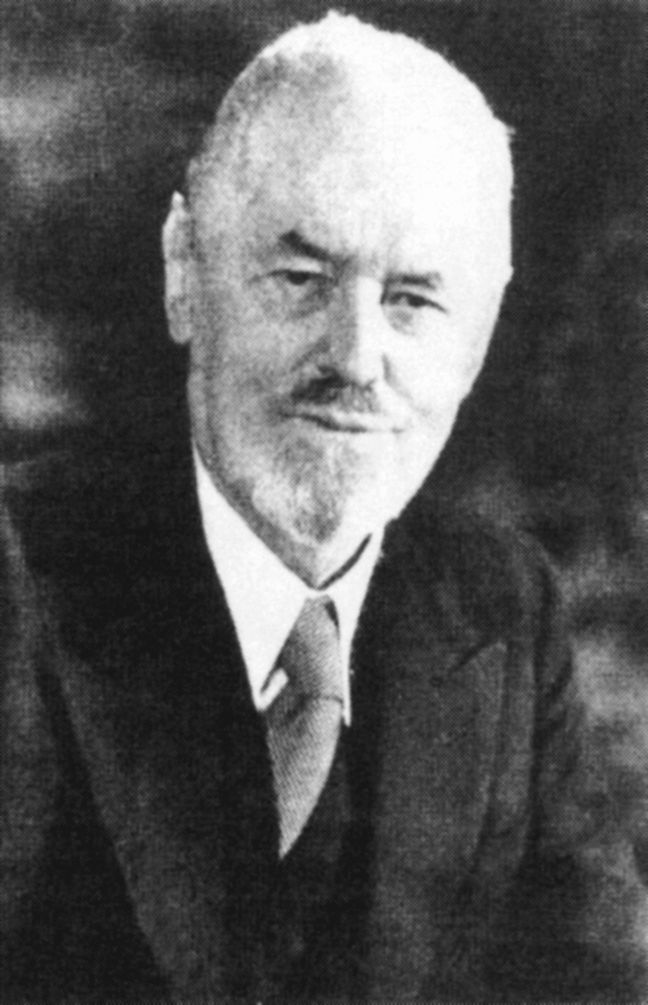
Ludwig Seitz (etwa 1930)

Ludwig Alfred Seitz (* 24. Mai 1872 in Pfaffenhofen an der Roth; † 19. Juni 1961 ebenda) war ein deutscher Gynäkologe und Geburtshelfer.

## Leben

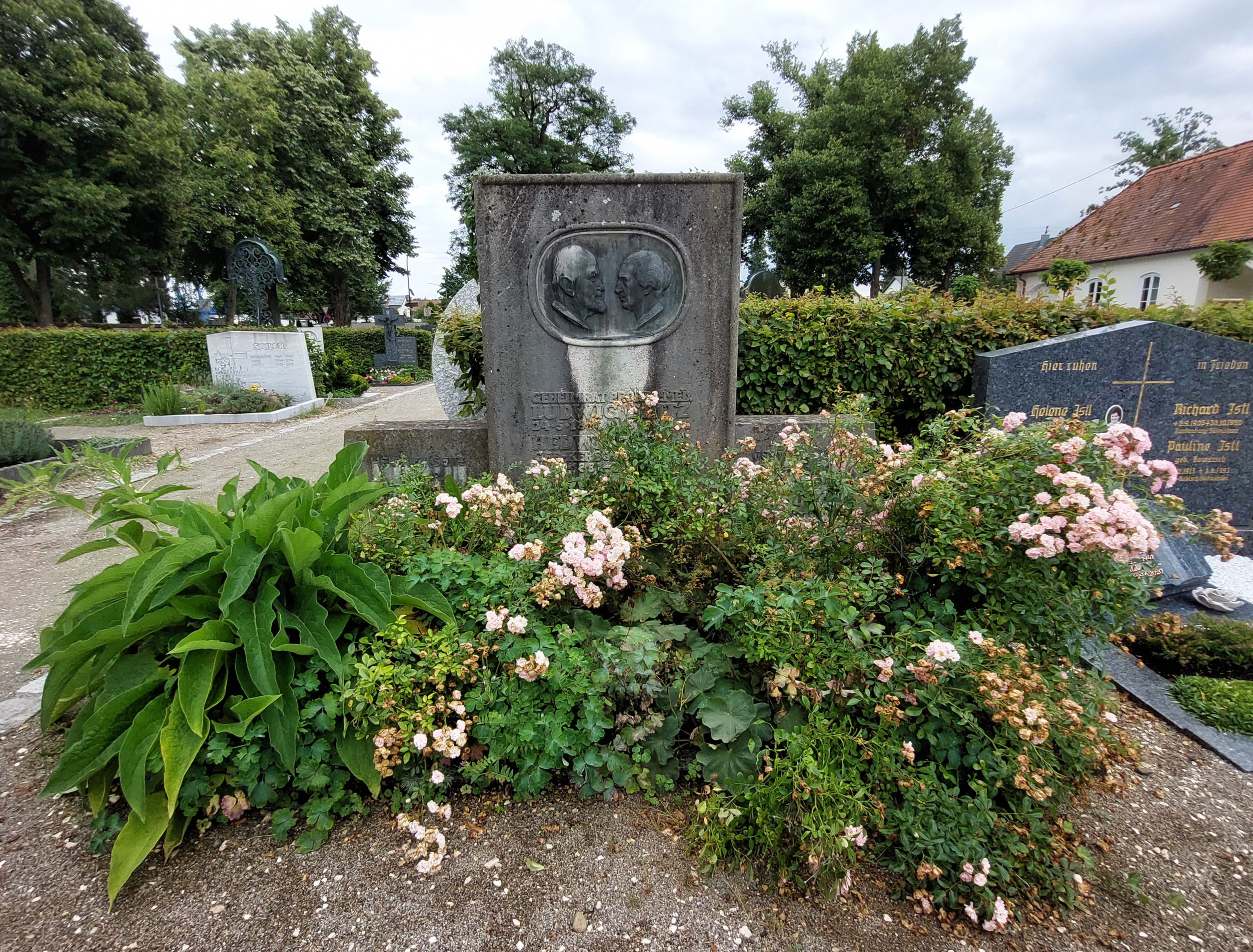
Grabstätte der Familie Seitz (2024)

Er besuchte das Gymnasium bei St. Stephan in Augsburg und studierte in München, Berlin und Heidelberg Medizin. Während seines Studiums wurde er Mitglied des Akademischen Gesangvereins München (AGV). Er absolvierte 1898 sein Staatsexamen an der Ludwig-Maximilians-Universität München und wurde dort im gleichen Jahr mit einer Dissertation Ueber den Einfluß der Syphilis auf die Schwangerschaft zum Doktor der Medizin promoviert. Nach einer kurzen Tätigkeit in der Chirurgie wurde er durch Franz von Winckel 1899 für die Frauenklinik geworben. Hier arbeitete er zunächst unter von Winckel, später unter Albert Döderlein, und wurde 1908 zum Oberarzt ernannt.
Am 1. April 1910 wurde er zum Ordinarius an die Universitäts-Frauenklinik Erlangen berufen. Er leitete die Klinik von 1910 bis 1921 und wechselte anschließend nach Frankfurt, wo er mit seinem Schüler und Nachfolger Heinrich Guthmann bis September 1938 tätig war. Nach Hugo Sellheim war Seitz der 22. Präsident der Deutschen Gesellschaft für Gynäkologie und Geburtshilfe und leitete deren Kongress 1931 in Frankfurt am Main.
1918 wurde Seitz durch die Bayerische Staatsregierung als Letzter zum Geheimen Hofrat ernannt.
Ludwig Seitz starb am 19. Juni 1961 im Alter von 89 Jahren in seinem Geburtsort Pfaffenhofen an der Roth. Sein Grabdenkmal auf dem dortigen Friedhof ist erhalten. Es trägt ein Flachrelief mit Profilansichten von Ludwig Seitz und seiner dort ebenfalls bestatteten Ehefrau Hedwig (geb. Kerschensteiner), das von Karl Wagner geschaffen wurde.

## Verdienste
Seitz machte sich um die Weiterentwicklung der Strahlentherapie verdient. Er entwickelte Grundlagen für die Strahlentherapie bei bösartigen Erkrankungen der weiblichen Genitalorgane. Unter seiner Leitung entwickelte sich die Universitätsfrauenklinik in Erlangen zum größten deutschen Strahlentherapiezentrum der damaligen Zeit. Er entwickelte das Therapiekonzept des sogenannten Röntgen-Wertheims. Seine Arbeit setzte er in Frankfurt am Main mit Untersuchungen zur strahlentherapeutischen Behandlung auch gutartiger Erkrankungen fort. So entwickelte er mit Hermann Wintz das Konzept der Temporären Kastration und wandte die Bestrahlung auch bei entzündlichen Erkrankungen an.

## Schriften (Auswahl)
- mit J. Halban: Biologie und Pathologie des Weibes. Urban & Schwarzenberg, Berlin und Wien 1924–1929, 8 Bände.
- Wachstum, Geschlecht und Fortpflanzung. J. Springer, Berlin 1939.
- In Walter Stoeckel (Hrsg.): Lehrbuch der Geburtshilfe. Gustav Fischer, Jena 1943 (7. Auflage) und 8., unveränderte Auflage 1945 (unzensierte Ausgabe) mehrere Kapitel:
  - V. Physiologische Biologie in der Schwangerschaft
    - Bevölkerungspolitisches zu Schwangerschaft und Geburt (in der zensierten 8. Auflage (für spätere Auflagen in Neubearbeitung) fehlend)

  - XII. Geburtsstörungen durch Anomalien des Beckens
  - XV. Die pathologischen Vorgänge im Organismus der Mutter während Schwangerschaft und Geburt (pathologische Biologie)
  - XVI. Pathologisches Verhalten der Plazenta, der Eihäute, der Nabelschnur und des Fetus
- Wie können Arzt und Frauenarzt zur Verhütung erbkranken und zur Förderung erbgesunden Nachwuchses beitragen? Dt Med Wschr 60 (1934), 546-9
- Schwangerschaftstoxikosen. In: Reichsärztekammer (Hrsg.): Richtlinien für Schwangerschaftsunterbrechung und Unfruchtbarmachung aus gesundheitlichen Gründen. Bearbeitet von Hans Stadler. J. F. Lehmanns Verlag, München 1936, S. 26–49.

## Würdigungen
- Mitglied der Kaiserlichen Leopoldinischen Akademie in Halle
- Ehrendoktor der Universitäten Erlangen und Frankfurt am Main
- Ehrensenator und Ehrenbürger der Universität Frankfurt am Main
- Ehrenmitglied der Deutschen Gesellschaft für Gynäkologie[9]
- Ehrenmitglied der Bayerischen Gesellschaft für Geburtshilfe und Frauenheilkunde e. V.[10]
- Ehrenmitglied der Nordwestdeutschen Gesellschaft für Gynäkologie und Geburtshilfe[2]
- 1942 Ehrenbürger seines Heimatortes[3]
- 1952 wurde er mit der Goetheplakette der Stadt Frankfurt am Main ausgezeichnet.[11]
- Straßenbenennung Geheimrat-Seitz-Weg in Pfaffenhofen an der Roth

## Verhalten in der Zeit des Nationalsozialismus
Seitz ließ in der Frankfurter Universitäts-Frauenklinik, wie sein Schüler Wintz in Erlangen, während der Zeit des Nationalsozialismus Zwangssterilisationen und Abtreibungen durchführen. Ihm wird außerdem vorgeworfen, er habe sich für die Rassenhygiene und deren Verwirklichung eingesetzt. Auf dem 23. Kongress der Deutschen Gesellschaft für Gynäkologie und Geburtshilfe unter Leitung von Walter Stoeckel 1933 in Berlin beendete Seitz eine Reihe von Referaten zur Problematik von Eingriffen aus eugenischen Gründen mit einer Stellungnahme zu Methoden, Risiken, Sicherheit und Zeitpunkt der Sterilisierung sowie zu den Problemen des Schwangerschaftsabbruchs bei erbkranken Frauen, einer Maßnahme, die im neu erlassenen Gesetz zur Verhütung erbkranken Nachwuchses noch nicht vorgesehen war.